# Vysoká pri Morave
Vysoká pri Morave é um município da Eslováquia, situado no distrito de Malacky, na região de Bratislava. Tem 33,53 km² de área e sua população em 2019 foi estimada em 2301 habitantes.

## Demografia
| Ano:        | 1994 | 2004   | 2014    | 2024   |
| ----------- | ---- | ------ | ------- | ------ |
| Broj ljudi: | 1790 | 1919   | 2211    | 2221   |
| Razlika:    |      | +7,20% | +15,21% | +0,45% |

| Ano:               | 2023 | 2024   |
| ------------------ | ---- | ------ |
| Número de pessoas: | 2224 | 2221   |
| Diferença:         |      | -0,13% |